# Коэн, Юли
Юли Коэн (ивр. יולי כהן‎; род. 5 июля 1956, Тель-Авив или Яффа) — израильский режиссёр-документалист.

## Биография
Юли Коэн родилась в Цахале в семье Мики и Тами Коэнов, будучи второй из троих детей. Она представительница шестого поколения в Израиле по отцовской линии, чья семья приехала из Марокко и поселилась в Яффо и была среди основателей Неве-Цедек и 66 коренных семей Тель-Авива. Мики Коэн — инженер-механик, сделавший карьеру в Министерстве сельского хозяйства и ставший генеральным директором компании Израильские верфи и основавший музей Пальмах.
Она начала изучать литературу на иврите и международные отношения в Еврейском университете в Иерусалиме, а затем перевелась в Тель-Авивский университет, где в 1982 году получила степень бакалавра социологии и антропологии.
После Коэн переёхала в Соединённые Штаты, чтобы продолжить образование и получила степень магистра в области коммуникаций с отличием в Нью-Йоркском технологическом институте в 1985 году. В это время она работала в делегации Министерства обороны Израиля в Нью-Йорке.
В 1978 году Коэн была стюардессой в авиакомпании «Эль Аль» и была ранена в результате теракта в Лондоне, осуществленного Народным фронтом освобождения Палестины (НФОП). Юли оказалась ранена шрапнелью в руку; одна из её коллег Ирит Гидрон при этом была убита. Коэн давала показания на суде над Фахадом Михи, который получил четыре пожизненных заключения подряд. Она страдала от сильной посттравматического стресса и чувства вины выжившего. 20 лет спустя она сняла фильм о своём пути примирения с человеком, который в неё стрелял. «Мой террорист» стал её самой известной работой и получил множество наград.